# يوسفاني أغيليرا
يوسفاني أغيليرا (مواليد 6 يناير 1975) هو ملاكم كوبي، مثّل بلاده في الألعاب الأولمبية الصيفية في دورتي 1996 و2000.

## روابط خارجية
يوسفاني أغيليرا على موقع أوليمبيديا (الإنجليزية)